# Marie-Philip Poulin
Marie-Philip Poulin, född den 28 mars 1991 i Québec i Kanada, är en kanadensisk ishockeyspelare.
Hon tog OS-guld i damernas ishockeyturnering i samband med de olympiska ishockeytävlingarna 2010 i Vancouver.